# رينالدو ميجور
رينالدو ميجور (بالإنجليزية: Renaldo Major)‏ مواليد 7 مايو 1982 في شيكاغو، هو لاعب كرة سلة أمريكي. بدأ مسيرته الاحترافية في سنة 2004. يلعب في دوري الرابطة الوطنية لفئة التطوير. يحمل الرقم 7. يبلغ طوله 6 قدم 7 بوصة (2.0 م). حقق المركز الثالث في دورة الألعاب الأمريكية 2011.

## الميداليات
| الميدالية | المسابقة                    |
| --------- | --------------------------- |
| برونزية   | دورة الألعاب الأمريكية 2011 |

## روابط خارجية
- رينالدو ميجور على موقع إن بي أي (الإنجليزية)
- رينالدو ميجور على موقع سبورتس رفرنس (الإنجليزية)
- رينالدو ميجور على موقع كرة السلة الأوروبية.كوم (الإنجليزية)
- رينالدو ميجور على موقع كلية كرة السلة في سبورتس رفرنس.كوم (الإنجليزية)
- رينالدو ميجور على موقع ريلجم (الإنجليزية)
- رينالدو ميجور على موقع بروبوليرز (الإنجليزية)
- رينالدو ميجور على موقع سبورتس رفرنس (الإنجليزية)